# 1ª Divisão 1955 (hockey su pista)
La 1ª Divisão 1955 è stata la 17ª edizione del torneo di primo livello del campionato portoghese di hockey su pista. La manifestazione fu disputata tra il 27 maggio e il 26 ottobre 1955. Il titolo è stato conquistato dal Paço de Arcos per l'ottava volta nella sua storia.

## Stagione

### Formula
La 1ª Divisão 1955 vide ai nastri di partenza venti club divisi in due gironi; ogni girone fu organizzato con un girone all'italiana, con gare di andata e ritorno. Erano assegnati tre punti per l'incontro vinto e due punti a testa per l'incontro pareggiato, mentre ne era attribuito uno solo per la sconfitta. Al termine della prima fase le prime quattro squadre di ogni gruppo si qualificarono alla fase finale; la vincitrice venne proclamata campione del Portogallo.

## Prima fase

### Regional do Norte
|  | Pos. | Squadra                  | Pt | G  | V  | N | P  | GF  | GS  | DR  |
|  | ---- | ------------------------ | -- | -- | -- | - | -- | --- | --- | --- |
|  | 1.   | Infante de Sagres        | 49 | 18 | 15 | 1 | 2  | 125 | 34  | +91 |
|  | 2.   | Académica                | 47 | 18 | 12 | 5 | 1  | 93  | 34  | +59 |
|  | 3.   | Estrela                  | 43 | 18 | 12 | 1 | 5  | 97  | 60  | +37 |
|  | 4.   | Carvalhos                | 40 | 18 | 10 | 2 | 6  | 74  | 60  | +14 |
|  | 5.   | Sanjoanense              | 37 | 18 | 9  | 1 | 8  | 57  | 61  | -4  |
|  | 6.   | Escola Livre             | 35 | 18 | 8  | 1 | 9  | 87  | 94  | -7  |
|  | 7.   | Espinho                  | 34 | 18 | 6  | 4 | 8  | 55  | 73  | -18 |
|  | 8.   | Paco de Rei              | 26 | 18 | 3  | 3 | 12 | 41  | 80  | -39 |
|  | 7.   | Educação Fisica Do Norte | 24 | 18 | 2  | 2 | 14 | 36  | 76  | -40 |
|  | 10.  | Vilanovense              | 24 | 18 | 2  | 2 | 14 | 41  | 134 | -93 |

Legenda:
  Qualificata alla fase finale.
      Retrocesse in 2ª Divisão 1956.
Note:
Tre punti a vittoria, due a pareggio, uno a sconfitta.

### Regional do Sul
|  | Pos. | Squadra          | Pt | G  | V  | N | P  | GF  | GS  | DR  |
|  | ---- | ---------------- | -- | -- | -- | - | -- | --- | --- | --- |
|  | 1.   | Paço de Arcos    | 48 | 18 | 14 | 2 | 2  | 120 | 49  | +71 |
|  | 2.   | Benfica          | 47 | 18 | 14 | 1 | 3  | 99  | 34  | +65 |
|  | 3.   | Campo de Ourique | 47 | 18 | 14 | 1 | 3  | 89  | 49  | +40 |
|  | 4.   | Sintra           | 40 | 18 | 10 | 2 | 6  | 77  | 70  | +7  |
|  | 5.   | Mundet           | 30 | 18 | 4  | 4 | 10 | 55  | 82  | -27 |
|  | 6.   | Cuf              | 30 | 18 | 4  | 4 | 10 | 58  | 87  | -29 |
|  | 7.   | Cascais          | 30 | 18 | 4  | 4 | 10 | 43  | 81  | -38 |
|  | 8.   | Sporting Oeiras  | 29 | 18 | 4  | 3 | 11 | 65  | 82  | -17 |
|  | 9.   | CF Benfica       | 28 | 18 | 3  | 4 | 11 | 55  | 73  | -18 |
|  | 10.  | Amadora          | 27 | 18 | 4  | 2 | 11 | 55  | 109 | -54 |

Legenda:
  Qualificata alla fase finale.
      Retrocesse in 2ª Divisão 1956.
Note:
Tre punti a vittoria, due a pareggio, uno a sconfitta.

## Fase finale
|  | Pos. | Squadra           | Pt | G  | V  | N | P  | GF | GS | DR  |
|  | ---- | ----------------- | -- | -- | -- | - | -- | -- | -- | --- |
|  | 1.   | Paço de Arcos     | 26 | 14 | 12 | 2 | 0  | 64 | 23 | +41 |
|  | 2.   | Benfica           | 22 | 14 | 10 | 2 | 2  | 65 | 30 | +35 |
|  | 3.   | Campo de Ourique  | 16 | 14 | 7  | 2 | 5  | 44 | 40 | +4  |
|  | 4.   | Infante de Sagres | 14 | 14 | 5  | 4 | 5  | 41 | 40 | +1  |
|  | 5.   | Sintra            | 11 | 14 | 5  | 1 | 8  | 44 | 44 | 0   |
|  | 6.   | Estrela           | 10 | 14 | 3  | 4 | 7  | 25 | 42 | -17 |
|  | 7.   | Carvalhos         | 9  | 14 | 3  | 3 | 8  | 27 | 64 | -37 |
|  | 8.   | Académica         | 4  | 14 | 2  | 0 | 12 | 15 | 42 | -27 |

Legenda:
      Campione del Portogallo.
Note:
Due punti a vittoria, uno a pareggio, zero a sconfitta.